# Elwood (Nebraska)
Elwood és una població dels Estats Units a l'estat de Nebraska. Segons el cens del 2000 tenia 761 habitants.

## Demografia
Segons el cens del 2000, Elwood tenia 761 habitants, 294 habitatges, i 207 famílies. La densitat de població era de 599,6 habitants per km².
Dels 294 habitatges en un 29,9% hi vivien nens de menys de 18 anys, en un 62,6% hi vivien parelles casades, en un 5,8% dones solteres, i en un 29,3% no eren unitats familiars. En el 28,6% dels habitatges hi vivien persones soles el 15,6% de les quals corresponia a persones de 65 anys o més que vivien soles. El nombre mitjà de persones vivint en cada habitatge era de 2,41 i el nombre mitjà de persones que vivien en cada família era de 2,94.
Per edats la població es repartia de la següent manera: un 25% tenia menys de 18 anys, un 5,3% entre 18 i 24, un 23,9% entre 25 i 44, un 19,1% de 45 a 60 i un 26,8% 65 anys o més.
L'edat mediana era de 42 anys. Per cada 100 dones de 18 o més anys hi havia 86,6 homes.
La renda mediana per habitatge era de 36.500 $ i la renda mediana per família de 42.917 $. Els homes tenien una renda mediana de 30.809 $ mentre que les dones 22.778 $. La renda per capita de la població era de 18.042 $. Aproximadament el 0,5% de les famílies i el 3,9% de la població estaven per davall del llindar de pobresa.

## Poblacions més properes
El següent diagrama mostra les poblacions més properes.